# Diecezja San Isidro
Diecezja San Isidro (łac. Dioecesis Sancti Isidori in Argentina) – diecezja Kościoła rzymskokatolickiego w Argentynie. Należy do metropolii Buenos Aires. Została erygowana 11 lutego 1957 bullą Quandoquidem Adoranda papieża Piusa XII.

## Ordynariusze
- Antonio María Aguirre (1957–1985)
- Jorge Casaretto (1985–2011)[2]
- Óscar Ojea (2011–2024)[2]
- Guillermo Caride (od 2024)[3]